# Argemone chisosensis
Argemone chisosensis Ownbey – gatunek rośliny z rodziny makowatych (Papaveraceae Juss.). Występuje naturalnie w Stanach Zjednoczonych (w południowo-zachodnim Teksasie) oraz Meksyku (w stanach Chihuahua i Coahuila). 

## Morfologia
PokrójRoślina dwuletnia lub bylina dorastająca do 40–80 cm wysokości. Łodyga jest pokryta kolcami.
LiścieSą pierzasto-klapowane, kolczaste.
KwiatyPłatki mają białą lub białofioletową barwę i osiągają do 35–50 mm długości. Kwiaty mają około 150 pręcików z czerwonymi lub żółtymi nitkami. Zalążnia zawiera 3 lub 4 owocolistków.
OwoceTorebki o kształcie od elipsoidalnie lancetowatego do elipsoidalnie jajowatego. Osiągają 30–45 mm długości i 8–13 mm szerokości. Są pokryte kolcami.

## Biologia i ekologia
Rośnie na suchych równinach. Występuje na wysokości od 900 do 2000 m n.p.m.